# Ole Tobiasen
Ole Tobiasen (ur. 8 lipca 1975 w Kopenhadze) – duński piłkarz, występujący na pozycji obrońcy. Obecnie jest zawodnikiem holenderskiego MVV Maastricht.

## Kariera klubowa
Tobiasen profesjonalną karierę rozpoczynał w FC København. W debiutanckim sezonie rozegrał siedemnaście spotkań w lidze, a także sięgnął po mistrzostwo Danii. Rok później w Superlidze wystąpił ośmiokrotnie i zdobył wicemistrzostwo Danii. W 1995 wywalczył z klubem Puchar Danii i Superpuchar tego kraju.
W 1996 roku przeszedł do holenderskiego SC Heerenveen. W Eredivisie zadebiutował 2 marca 1996, w wygranym 4-1 spotkaniu z NEC Nijmegen. Łącznie w pierwszym sezonie zagrał dwanaście razy w barwach tego klubu. W kolejnym sezonie wraz z drużyną udało mu się dojść do finału Pucharu Holandii, w którym zostali pokonani przez Rodę JC Kerkrade 4-2.
Latem 1997 zdecydował się na przeprowadzkę do Amsterdamu, podpisując kontrakt z tamtejszym Ajaxem. Nie zdołał się jednak przebić do pierwszej jedenastki ekipy z Amsterdam ArenA. Przez pierwsze dwa sezony zaliczył 24 spotkania w barwach Ajacieden. W tym czasie zdobył mistrzostwo Holandii oraz dwukrotnie puchar tego kraju. W 1999 doznał kontuzji,, przez którą był wyłączony z gry przez trzy lata. Po wygaśnięciu jego kontraktu z Ajaxem, odszedł do AZ Alkmaar. Zdążył tam wystąpić trzynaście razy w Eredivisie, po czym powrócił do byłego klubu - FC København. W nowej drużynie szybko wywalczył sobie miejsce w pierwszym zespole i przyczynił się do zdobycia mistrzostwa Danii w 2003 i 2004 roku. W sezonie 2005/06 na sześć miesięcy, wypożyczono go do Aalborg BK.
W 2006 roku podpisał kontrakt z beniaminkiem ligi norweskiej - Sandefjord Fotball. Z tym klubem dotarł do finału Pucharu Norwegii, gdzie jednak ulegli 0-3 Fredrikstadowi FK.
W marcu 2007 powrócił na holenderskie boiska, podpisując kontrakt z drugoligowym MVV Maastricht.
| Sezon   | Klub               | Kraj     | Rozgrywki        | Mecze | Bramki |
| ------- | ------------------ | -------- | ---------------- | ----- | ------ |
| 1992/93 | FC København       | Dania    | Duńska Superliga | 17    | 2      |
| 1993/94 | FC København       | Dania    | Duńska Superliga | 8     | 0      |
| 1994/95 | FC København       | Dania    | Duńska Superliga | 22    | 0      |
| 1995/96 | FC København       | Dania    | Duńska Superliga | 16    | 0      |
| 1995/96 | SC Heerenveen      | Holandia | Eredivisie       | 12    | 0      |
| 1996/97 | SC Heerenveen      | Holandia | Eredivisie       | 22    | 1      |
| 1997/98 | AFC Ajax           | Holandia | Eredivisie       | 13    | 2      |
| 1998/99 | AFC Ajax           | Holandia | Eredivisie       | 11    | 0      |
| 1999/00 | AFC Ajax           | Holandia | Eredivisie       | 0     | 0      |
| 2000/01 | AFC Ajax           | Holandia | Eredivisie       | 0     | 0      |
| 2001/02 | AFC Ajax           | Holandia | Eredivisie       | 0     | 0      |
| 2002/03 | AZ Alkmaar         | Holandia | Eredivisie       | 13    | 1      |
| 2002/03 | FC København       | Dania    | Duńska Superliga | 8     | 0      |
| 2003/04 | FC København       | Dania    | Duńska Superliga | 26    | 1      |
| 2004/05 | FC København       | Dania    | Duńska Superliga | 25    | 3      |
| 2005/06 | FC København       | Dania    | Duńska Superliga | 2     | 0      |
| 2005/06 | Aalborg BK         | Dania    | Duńska Superliga | 13    | 1      |
| 2006    | Sandefjord Fotball | Norwegia | Tippeligaen      | 24    | 1      |
| 2006/07 | MVV Maastricht     | Holandia | Eerstedivisie    | 8     | 0      |
| 2007/08 | MVV Maastricht     | Holandia | Eerstedivisie    | 38    | 4      |
| 2008/09 | MVV Maastricht     | Holandia | Eerstedivisie    |       |        |

## Kariera reprezentacyjna
Tobiasen jest byłym reprezentantem Danii. W reprezentacji U-21 zagrał 19 razy, natomiast w seniorskiej kadrze zaliczył sześć występów i zdobył w nich jedną bramkę.